# Pișcari
Pișcari – wieś w Rumunii, w okręgu Satu Mare, w gminie Terebești. W 2011 roku liczyła 485 mieszkańców.